# LZ 3
Az LZ 3 a német Ferdinand von Zeppelin harmadik merev szerkezetű léghajója volt, amely 1906. október 9-én emelkedett fel először Friedrichshafennél. A légi járművet később megvásárolta a német hadsereg, és Z I-re nevezte át. 1913-ban állt szolgálatba. Katonai célú használata előtt sok utat tett meg, és számos befolyásos utast, köztük a német koronaherceget is szállította.

## Tervezése, formája
Az LZ 3 (Luftschiff Zeppelin 3) sokban hasonlított elődjére, az LZ 2-re. A léghajó formája, motorjai, propellerei ugyanazok voltak, de több gáz fért a testébe, és felszerelték vízszintes vezérsíkokkal, amelyek elődjeiről, az LZ 1-ről és az LZ 2-ről még hiányoztak. Az új fejlesztés célja a jármű stabilitásának és kormányozhatóságának növelése volt. A léghajó hossza 126,2 méter, átmérője 11,75 méter, gázbefogadó kapacitása 11 429 köbméter volt. Meghajtásáról két 63 kW-os Daimler-motor gondoskodott, amelyeknek köszönhetően 40 kilométer per órás sebességre volt képes.
Az első repülések után, 1906-ban több módosítást hajtottak végre az LZ 3-ason. Testvérhajója, az LZ 4 megsemmisülése után ismét újjáépítették: nyolc méterrel meghosszabbították, gázkapacitását pedig 12 888 köbméterre növelték. Új motorokat és függőleges vezérsíkokat kapott.

## Pályafutása
Az LZ 3 először 1906. október 9-én szállt fel, első útja 2 óra 17 perc hosszú volt. A léghajó fedélzetén 11 ember tartózkodott. A második repülésre a következő napon került sor, aztán a zeppelint leeresztették, és télen hangárjában pihent. Ez a két repülés meghozta a sikert Ferdinand von Zeppelinnek: a német kormány 500 ezer márkát ajánlott fel neki, de kikötötte, hogy a léghajónak képesnek kell 24 órán át a levegőben tartózkodnia.
A léghajón módosításokat hajtottak végre, és 1907. szeptember 24-én ismét a levegőbe emelkedett, ekkor 4 óra 17 percen át repült. A következő napokban számos sikeres kísérlet következett, és szeptember 30-án már 7 óra 54 perc hosszú utat tett meg, és először repült szárazföld felett, egészen Ravensburgig. Ezen a repülésen némi gondot okoztak a fel- és leszálló légáramlatok, amelyeket a hegyes vidék okozott. Október 8-án Vilmos koronaherceg is az utasok között volt. Ezután a hajót ismét leengedték, és a hangárjában lebegve tárolták. December 14-én nagy vihar volt a Boden-tavon, és a hullámok a partra vetették a hangárt. Az LZ 3 súlyosan megrongálódott.
Az LZ 4 megsemmisülése után az LZ 3-ast megnagyobbították. 1908. október 21-én feltöltötték hidrogénnel, és több rövid utat tettek vele. Novemberben a császár testvére, Henrik és Vilmos herceg is utazott a léghajón. November 7-én elrepültek a 80 kilométerre található Donaueschingenbe, ahol a császár is látta a léghajót. Két nap múlva a kormány hivatalosan is átvette az LZ 3-at, november 10-én pedig a császár fogadta építtetőjét, és kitüntette a Fekete Sas-renddel. A léghajót átnevezték Z–1-nek. A katonai legénység és az új parancsnok, Sperling őrnagy 1909 márciusában érkezett meg Friedrichshafenbe, hogy megkezdje a felkészülést. Júniusban Metzbe repült, és ott állomásozott 1913 márciusáig, amikor kivonták a hadrendből.

## Fordítás
- Ez a szócikk részben vagy egészben  a   LZ 3 című angol Wikipédia-szócikk fordításán alapul.  Az eredeti cikk szerkesztőit annak laptörténete sorolja fel. Ez a jelzés csupán a megfogalmazás eredetét és a szerzői jogokat jelzi, nem szolgál a cikkben szereplő információk forrásmegjelöléseként.